# Manuel Jorge da Silva Cruz
Manuel Jorge da Silva Cruz, mais conhecido como Tulipa (Avintes, Vila Nova de Gaia, 6 de outubro de 1972), é um treinador de futebol português.
Como jogador foi Campeão Mundial de Sub-20 em 1991 (Lisboa) e Campeão Nacional de Juniores pelo FC Porto, ao lado de jogadores como Pauleta. Foi também internacional português Sub-17, tendo estado presente num mundial desse escalão (1985), tendo ainda representado a selecção AA portuguesa por 5 ocasiões. Realizou 183 jogos na 1ª Divisão Portuguesa e 7 na 1ª Divisão Espanhola.
Durante a época desportiva 2008/09 treinou o Trofense, tendo sido dispensado no final da época.